# 凱薩獎最佳影片獎
凱薩獎最佳影片獎（César du meilleur film）是法國凱撒電影獎（César du cinéma）的獎項之一，頒給每年得票最高的影片，1976年開始頒發，是法國電影界最高榮譽。

## 外部連結
- 電影獎官方網址（页面存档备份，存于）